# روس ترنبول
روس ترنبول (بالإنجليزية: Ross Turnbull)‏، من مواليد 4 يناير 1985 في بيشوب في إنجلترا، لاعب كرة قدم إنجليزي.
بدأ مسيرته الكروية مع نادي ميدلزبره في عام 2002، وفي عام 2003 أعير إلى نادي دارلينغتون، ولعب معهم مباراة واحدة، وفي عام 2004 أعير إلى نادي بارنزلي، ولعب معهم 3 مباريات، وفي عام 2004 أعير إلى نادي برادفورد سيتي، ولعب معهم مباراتين، وفي موسم 2004/2005 أعير إلى نادي بارنزلي، ولعب معهم 23 مباراة، وفي موسم 2005/2006 أعير إلى نادي كرو ألكساندرا، ولعب معهم 29 مباراة. وانتقل إلى صفوف فريق البلوز تشيلسي في مطلع عام 2009 وهو الحارس الاحتياطي الثاني وكانت أبرز مشاركته حين شارك أساسيا أمام نادي هبوييل القبرصي ضمن دوري أبطال أوروبا والتي انتهت بالتعادل 2-2 في آخر مرحلة من مرحلة المجموعات. وفي تاريخ 13 مارس أصيب نادي تشيلسي بأزمة كانت لصالح ترنبول حين أصيب كل من الحارس الأساسي بيتر تشيك ثم أصيب من بعده الحارس البديل هنريكه هيلاريو وأعلن النادي بموقعه عبر الإنترنت وعلى لسان مدربه كارلو أنشلوتي بأن ترنبول سيكون هو الحارس الأساسي في مباراته التي كانت مقررة أمام نادي وست هام يونايتد بالإضاف إلى باقي المباريات ومن ضمنها مباراة انتر ميلانو الحاسمة ضمن دوري الـ16 بدوري أبطال أوروبا.

## روابط خارجية
- روس ترنبول على موقع الاتحاد الدولي (مؤرشف)  (الإنجليزية)
- روس ترنبول على موقع الاتحاد الأوربي (الإنجليزية)
- روس ترنبول على موقع قاعدة بيانات كرة القدم.إي يو (الإنجليزية)
- روس ترنبول على موقع Soccerbase.com (لاعب) (الإنجليزية)
- روس ترنبول على موقع Soccerway.com (الإنجليزية)
- روس ترنبول على موقع عالم كرة القدم.نت (الإنجليزية)
- روس ترنبول على موقع كووورة
- روس ترنبول على موقع AS.com (الإسبانية)